# Karan Casey
Pour les articles homonymes, voir Casey.
Karan Casey, née en 1969 à Ballyduff Lower, Kilmeaden (en) (comté de Waterford, Irlande), est une musicienne irlandaise traditionnelle, chanteuse et pianiste, et ancien membre du groupe américano-irlandais Solas.

## Biographie
Karan Casey vient au monde dans une famille qui l'encourage toute jeune à se diriger vers la musique et le chant. Elle fréquente la chorale de son école, étudie le piano au Waterford Institute of Technology (en) de Waterford, dans le comté éponyme, et, en 1987, choisit la musique comme principale matière à l'University College Dublin.
Imitant le style scat d'Ella Fitzgerald, elle se produit dans des cabarets de Dublin plusieurs soirs par semaine, durant ses études. Au sein de la Royal Irish Academy of Music, elle étudie la musique classique et chante dans un groupe de jazz, puis dans un groupe folk. Le chanteur traditionnel dublinois Frank Harte (en) influence son style, alors qu'elle forme, à cette époque, son propre groupe, Dorothy.
En 1993, Karan Casey s'installe à New York, où elle étudie le jazz à la Long Island University. Elle commence à fréquenter les sessions de musique irlandaise de New York, interprétant des chants traditionnels.
En 1994, elle chante avec le groupe Atlantic Bridge, avant de rejoindre Solas, qu'elle fonde avec le multi-instrumentiste Séamus Egan, le guitariste John Doyle, la fiddler Winifred Horan (en) (Cherish the Ladies) et l'accordéoniste John Williams. Elle interprète cinq chants sur le premier album du groupe, en 1996, tout en maintenant une activité vocale (jazz et folk) dans des clubs de Manhattan.
En 1997, elle enregistre un album solo, Songlines, inspiré de la nouvelle éponyme de Bruce Chatwin. Cet album est produit par Séamus Egan et plusieurs membres de Solas y participent. L'album est constitué de chants traditionnels irlandais et de mélodies folk contemporaines.
L'artiste quitte Solas au début de 1999 pour poursuivre une carrière de soliste. Elle revient alors en Irlande, tout en maintenant des contacts fréquents avec l'Amérique.
En 2000, elle collabore avec plusieurs autres chanteurs pour enregistrer Seal Maiden: a Celtic Musical, version musicale du film pour enfants Le Secret de Roan Inish de John Sayles. Le chant interprété par Karen Casey est un arrangement de son ami et fréquent collaborateur Iarla Ó Lionáird.
En 2001, la chanteuse achève l'enregistrement de son second album solo, The Winds Begin to Sing, qui reçoit un accueil favorable de la critique et la confirme dans son activité de soliste.
Elle publie Distant Shore en 2003 et se consacre à des tournées intensives en Amérique et en Europe. En 2005 paraît l'album Chasing the Sun, regroupant des chants irlandais traditionnels et folks qu'elle tient de sa mère et de sa grand-mère maternelle. Il inclut également des mélodies écrites par l'artiste elle-même et par le jeune musicien de Belfast, Barry Kerr.
En 2006, l'artiste rejoint Solas comme invitée pour l'album et DVD Reunion: a Decade of Solas, aux côtés de tous les membres, anciens et actuels, du groupe. Elle s'associe pour l'occasion aux chanteuses Deirdre Scanlan et Antje Duvekot (en).
En 2008, Karan Casey et son mari Niall Vallely (en) créent Crow Valley Music pour produire l'album de la chanteuse Ships in the Forest (paru sous le label Compass Records (en) en Amérique).
L'artiste est mariée au joueur irlandais de concertina Niall Vallely, et le couple, établi dans le comté de Cork, a deux enfants.

## Discographie
Albums solo
- Songlines (1997) ;
- Seal Maiden (2000)
- The Winds Begin To Sing (2001)
- Distant Shore (2003)
- Chasing The Sun (2005)
- Ships in the Forest (2008)
- Two More Hours (2013)

Avec Solas
- Solas (1996) ;
- Sunny Spells and Scattered Showers (1997) ;
- The Words That Remain (1998) ;
- Reunion: A Decade of Solas (CD/DVD, 2006).

Participations
- Her Song: Exotic Voices of Women from Around the World (1996) ;
- Celtic Tapestry, Vol. 2 (1997) ;
- Holding up Half the Sky: Women's Voices from Around the World (1997) ;
- Her Song: Exotic Voices of Women from Around the World (1997) ;
- Voices of Celtic Women: Holding up Half the Sky (1997) ;
- Africans in America, bande son originale (1998) ;
- Celtic Tides (1998) ;
- Greatest Hits, de Paul Winter (1998) ;
- Legends of Ireland (1998) ;
- Winter's Tale (1998) ;
- Celtic Solstice, de Paul Winter (1999) ;
- Holding up Half the Sky: Voices of Celtic Women Vol 2 (1999) ;
- Thousands Are Sailing (1999) ;
- Emerald Aether: Shape Shifting/Reconstructions Of Irish Music, de Bill Laswell (2000) ;
- Fused, de Michael McGoldrick (2000) ;
- Fits of Passion - High Spirited Celtic Captured by Starbucks (2000) ;
- Ceol Tacsaí (2000) ;
- Celtic Christmas: Silver Anniversary Edition (2001) ;
- Evening Comes Early, de John Doyle (2001) ;
- Two Journeys, de Tim O'Brien (en) (2001) ;
- Lullaby: a Collection (2001) ;
- Brown Girl in the Ring (2003) ;
- Very Best of Celtic Christmas (2004) ;
- Other Voices: Songs from a Room Vol 2 (2004) ;
- Lullaby: 20th Anniversary Special Edition (2005) ;
- 20 Great Kid’s Songs: 20th Anniversary Special Collector’s Edition (2005) ;
- Folktopia (2005) ;
- Acoustic Affair Vol. 1 (2006) ;
- A Christmas Celtic Sojourn Live (2007) ;
- Excalibur: Vol. 2, d'Alan Simon (2007).